# Arancini

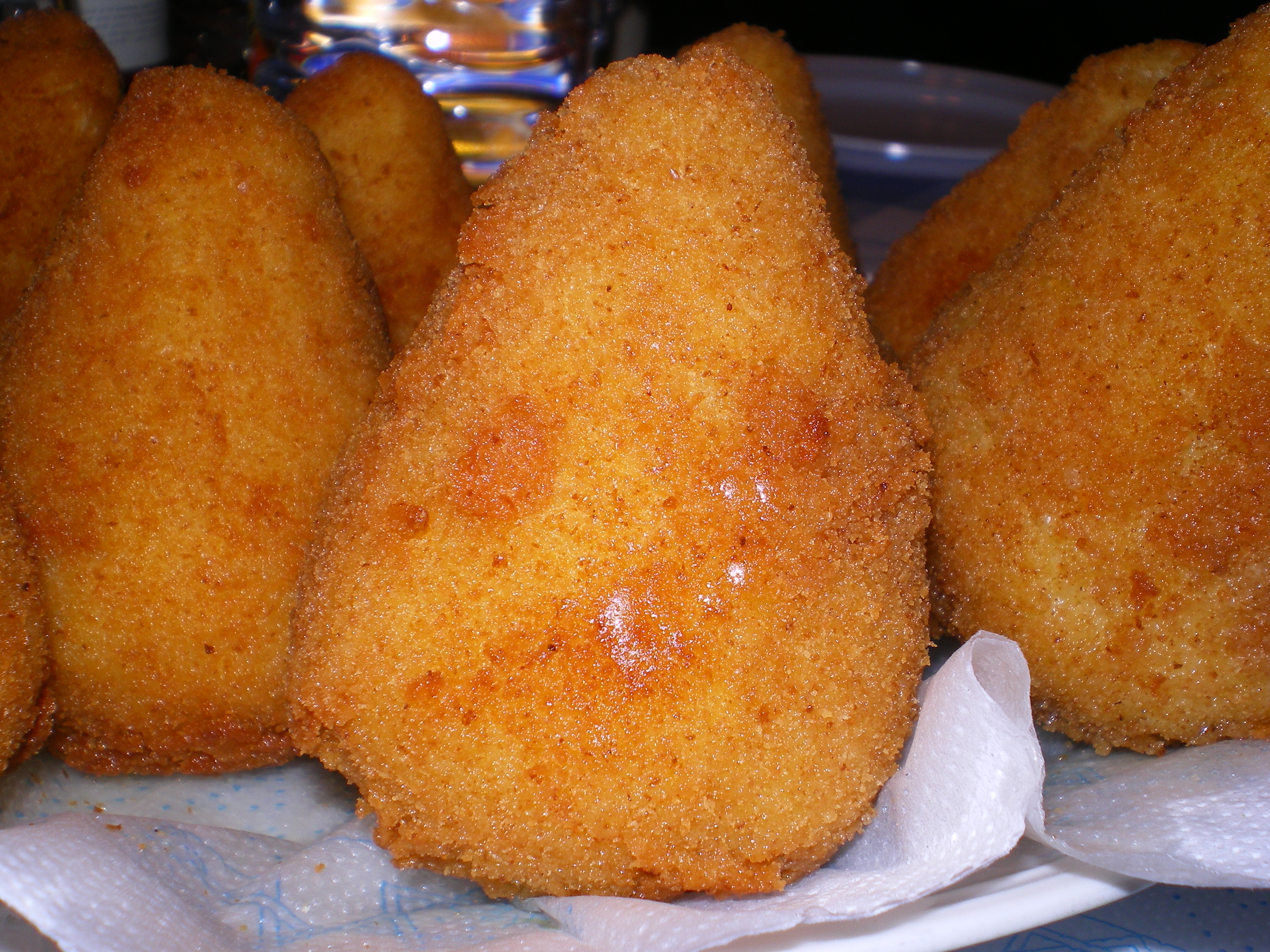
Kúp alakú arancini

Olaszul arancini (fonetikusan: aranˈtʃiːni) vagy szicíliaiul arancine (fonetikusan: aɾanˈdʒiːnɪ) zsemlemorzsába forgatott, majd olajsütőben kisütött töltött rizsgolyók. A név jelentése "kis narancs", mert a formája és színe a narancsra emlékeztet. A Kelet-Szicíliában készített Arancini al ragù kúp alakját az Etna formája ihlette.

## Történet

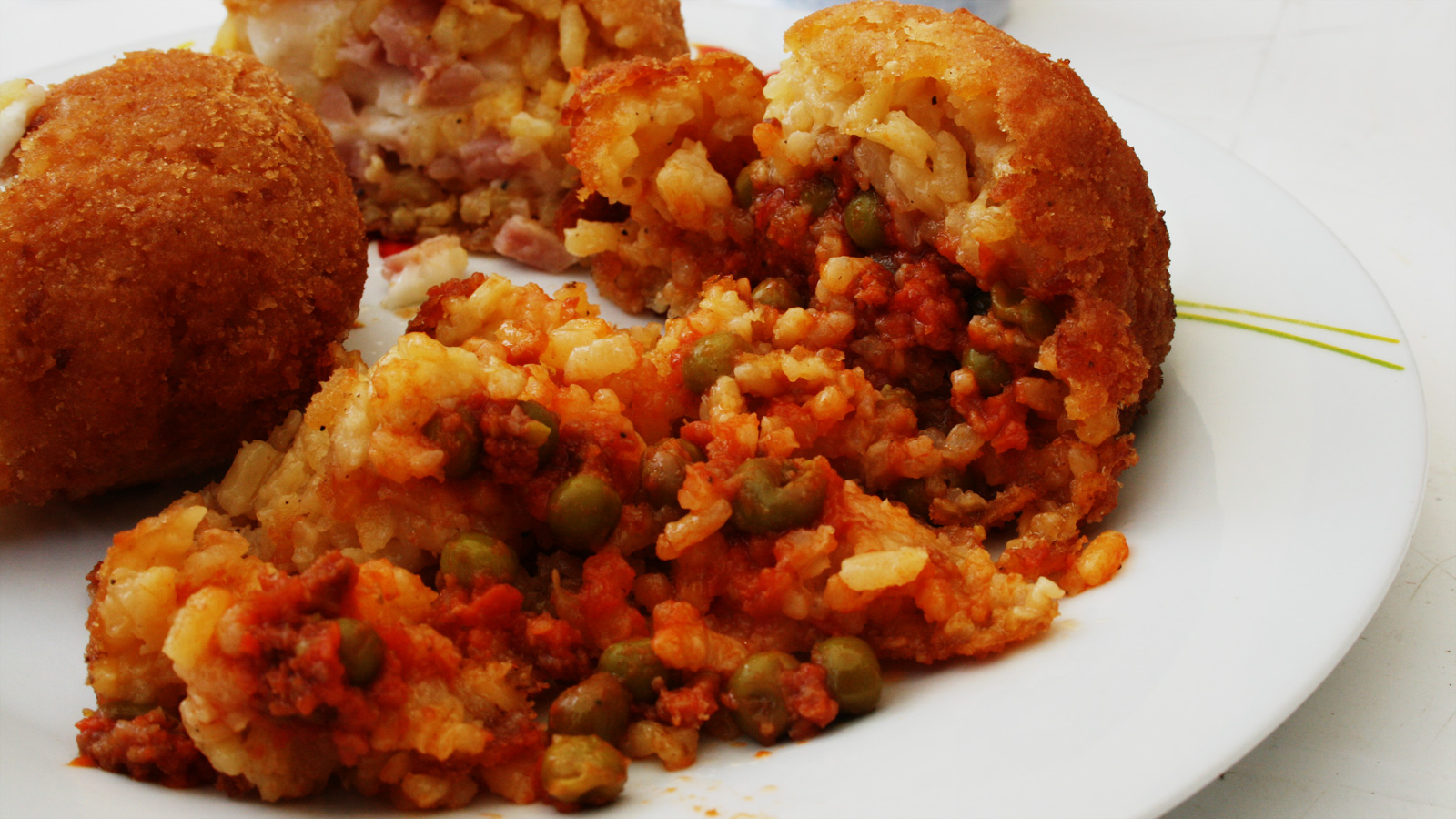
Felnyitott arancino, melyben látható a rizs és ragù töltelék

Az aranciniről úgy tartják, hogy a X. századi Szicíliából származik, amikor a sziget arab uralom alatt állt.
Palermóban, Siracusában és Trapaniban a december 13-ai Szent Lúcia vértanú ünnepének hagyományos étele, mert aznap sem kenyeret, sem tésztát nem volt szabad fogyasztani. Ezt egy 1646-os súlyos éhínségben enyhet hozó gabonaszállító hajó Santa Lúcia napján történt megérkezésére emlékezetére tartják.
A modern olasz gasztronómiában egyre népszerűbbek a kézzel, illetve kézből ehető ételek, így az arancini minden szicíliai kirakodóvásáron megtalálható, de különösképpen jelen van Palermóban, Messinában és Cataniában. A hagyomány szerint vadászatai alkalmával arancinit szolgáltak fel II. Frigyes német-római császárnak és szicíliai királynak (1194-1250).

## Hozzávalók, változatok
Sokféle helyi változat létezik, melyek a töltelékben és a formájukban is különböznek.
A legáltalánosabb töltelékfajták:
- az al ragù vagy al sugo, melyek húsos szósszal (ragù) vannak töltve, ahol a húst vagy darálthúst alacsony hőfokon, lassú tűzön, fűszeres paradicsomszósszal főzik, továbbá mozzarellával és/vagy caciocavallo sajttal,[8] valamint gyakran borsóval;
- és az al burro vagy ô bburru, melyek sonkával és mozzarellával vagy besamellel vannak töltve.

Az arancini al ragù a legközkedveltebb változata, mely kávézókban kapható Szicíliában és jellemzően húst, paradicsomszószt, rizst és mozzarellát, vagy sajtot tartalmaz. Több kávézó arancini al burro-t is árul vajjal vagy besamel szósszal, illetve arancini con funghi (gombás), con pistacchi (pisztáciás), vagy con melanzane (padlizsános) variációkat.
A római konyha supplì-ja hasonló az arancini-hez, de általában – egyebek közt – sajttal töltik és különféle előállítási módjai vannak. Nápolyban a rizsgolyókat pall'e riso-nak hívják. Többféle recept ered a dél-texasi olasz diaszpórából, pl. a chilivel fűszerezett töltelékkel töltött arancini.

## Megjelenése a kultúrában
Andrea Camilleri (1925-2019) olasz író detektívregényeinek főszereplője, Montalbano felügyelő nagy arancini-kedvelő és különösen azt szereti, amelyet házvezetőnője és szakácsa, Adelina Cirrinciò készít. A könyvsorozat, illetve a televízió-adaptáció sikere hozzájárult az étel ismertté válásához Olaszországon kívül is.

## Fordítás
- Ez a szócikk részben vagy egészben  az   arancini című angol Wikipédia-szócikk fordításán alapul.  Az eredeti cikk szerkesztőit annak laptörténete sorolja fel. Ez a jelzés csupán a megfogalmazás eredetét és a szerzői jogokat jelzi, nem szolgál a cikkben szereplő információk forrásmegjelöléseként.